# Cerkiew św. Mikołaja w Telszach

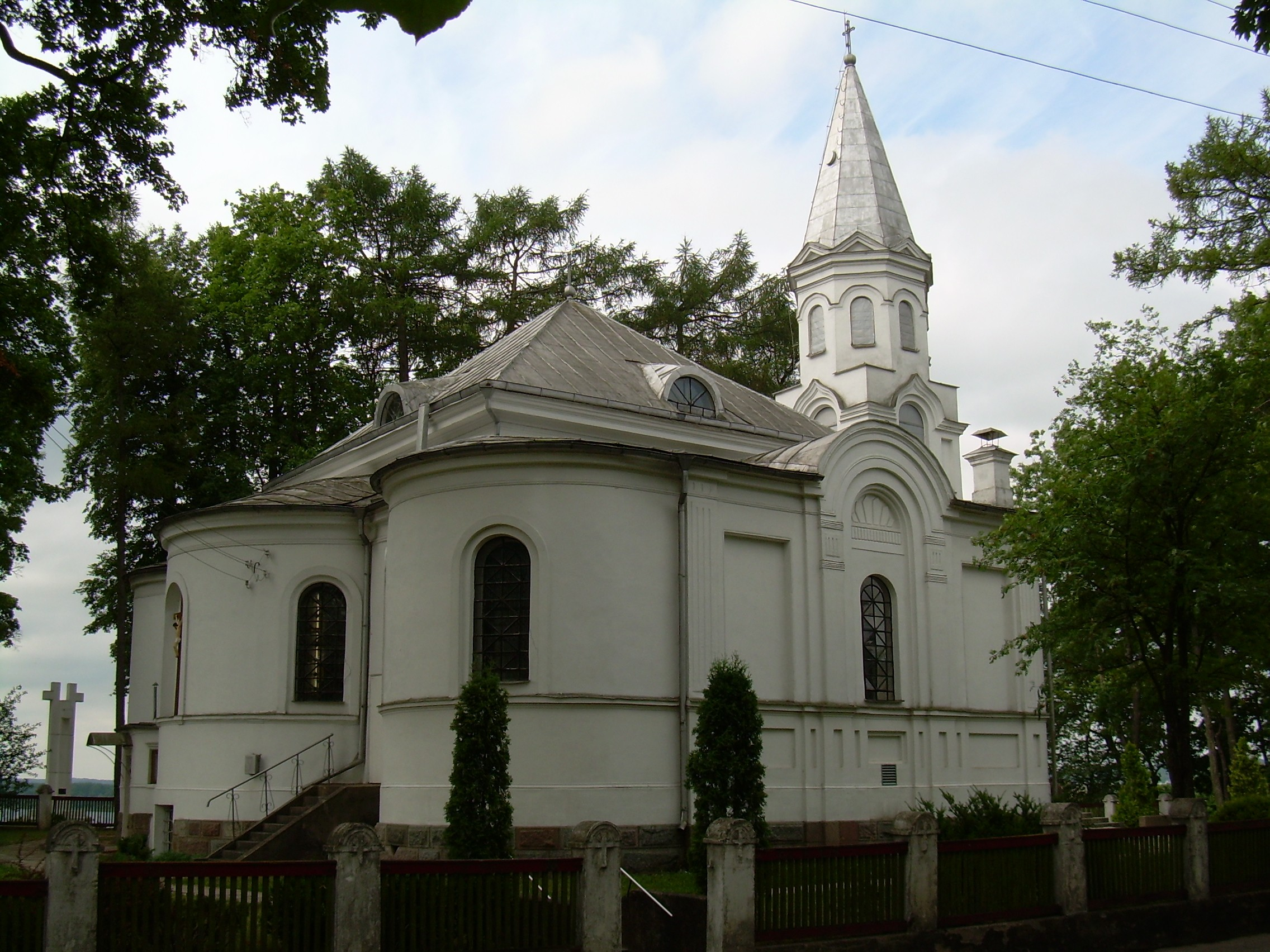
Kościół rzymskokatolicki Wniebowzięcia NMP w Telszach, do 1932 cerkiew prawosławna – siedziba parafii św. Mikołaja Cudotwórcy

Cerkiew św. Mikołaja Cudotwórcy – cerkiew prawosławna w Telszach, wzniesiona w latach 1935–1938. 

## Historia
Parafia w Telszach istniała już w 1840. W latach 1864–1867 z polecenia generał-gubernatora wileńskiego Michaiła Murawiewa został wzniesiony nowy budynek, na fundamentach rozebranego kościoła katolickiego.  
W 1923, podobnie jak w przypadku cerkwi w Rosieniach, reprezentanci rzymskokatolickiej diecezji żmudzkiej wystąpili o zwrot parceli razem z cerkwią. W 1932 wyrokiem sądowym otrzymali jedynie nakaz zwrotu ziemi lub wypłaty stosownego odszkodowania. Ostatecznie parafia prawosławna oddała katolikom budynek cerkwi, zamienionej na katolicki kościół Wniebowzięcia NMP w zamian za rekompensatę w wysokości 32 590 litów. 
Na potrzeby prawosławnych mieszkańców Telsz (834 parafian w 1937) została wzniesiona nowa cerkiew, której projekt wykonał Władimir Kopyłow. Cerkiew powstawała w latach 1935–1938 i została otwarta rok później. Władze radzieckie zarejestrowały parafię w 1948.

## Architektura
Cerkiew w Telszach wzniesiona jest na planie kwadratu z wysuniętym przedsionkiem. Nad nakrytym daszkiem wejściem do budynku znajduje się ikona patrona cerkwi oraz złocony prawosławny krzyż. Z zewnątrz obiekt jest malowany na biało, posiada po dwa półkoliste okna na bocznych ścianach kwadratowej nawy. Całość wieńczy pojedyncza kopuła zwieńczona krzyżem. 
We wnętrzu zachował się trzyrzędowy ikonostas. 